# Gesine Cukrowski

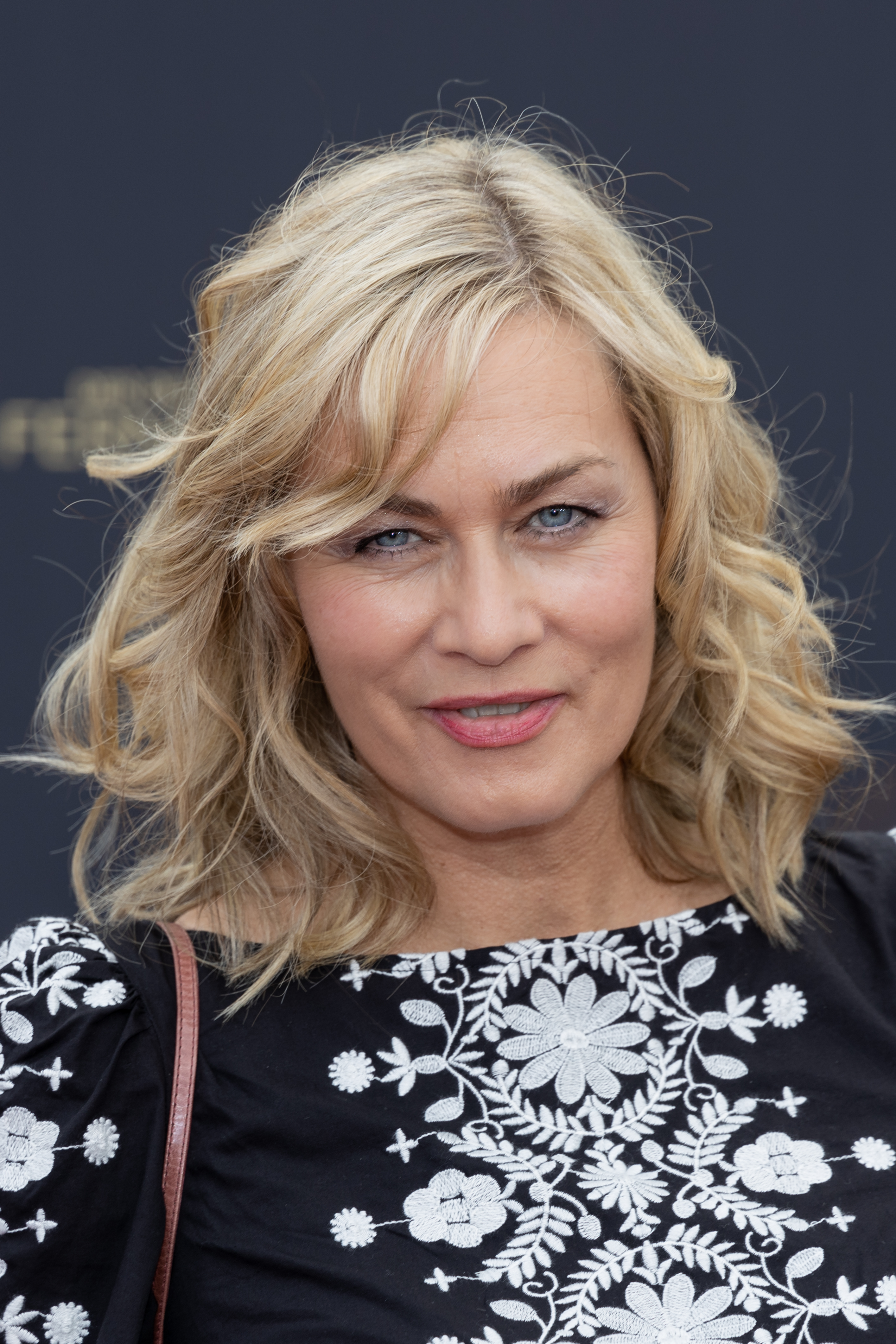
Gesine Cukrowski beim Deutschen Fernsehpreis 2022

Gesine Cukrowski [ɡeˈziːnə t͡suˈkrofski] (* 23. Oktober 1968 in West-Berlin) ist eine deutsche Schauspielerin, Autorin und Aktivistin.
Bekannt wurde sie 1995 durch ihre Hauptrolle der Verkäuferin Petra Rentrop in der RTL-Serie Und tschüss! und durch ihre durchgehende Serienhauptrolle als Gerichtsmedizinerin Dr. Judith Sommer an der Seite von Ulrich Mühe in der ZDF-Krimiserie Der letzte Zeuge, die sie von 1998 bis 2007 spielte. Seitdem ist sie in zahlreichen Kino- und Fernsehproduktionen zu sehen.
2023 gründete sie zusammen mit Silke Burmester die Initiative Let’s Change the Picture, die Frauen ab 47 im deutschen Film und Fernsehen sichtbarer machen will. Für dieses Engagement erhielten sie den Ehrenpreis Inspiration des Deutschen Schauspielpreises. Im März 2025 wurde Gesine Cukrowski für ihr langjähriges Eintreten für Frauenrechte und Gleichstellung mit dem Bundesverdienstkreuz ausgezeichnet.

## Leben

### Herkunft und Ausbildung
Gesine Cukrowski wurde als Tochter eines Diplom-Ingenieurs und einer gelernten Krankenschwester und freischaffenden Künstlerin mit Schwerpunkt für Farbholzschnitte in Berlin-Halensee geboren und wuchs gemeinsam mit drei Geschwistern auf. Als sie fünf Jahre alt war, zog die Familie nach Berlin-Marienfelde. Ihre Vorfahren waren polnische Bauern, die nach Berlin auswanderten.
Sie besuchte das katholische Gymnasium St. Marien in Berlin-Neukölln. Nach dem Abitur schloss sie ein Grundstudium in den Fächern Germanistik und Theaterwissenschaften ab und studierte im Anschluss jeweils ein Semester lang Religionswissenschaften und Psychologie in Berlin. Anschließend trat sie aus der Kirche aus. Nach einigen gesammelten Bühnenerfahrungen absolvierte sie von 1992 bis 1994 ihr Studium an der Schauspielschule Maria Körber, wo sie auch ihren Abschluss machte.
Ihren Chansonmeisterkurs legte Cukrowski an der Akademie Graz bei der Brecht- und Weill-Chansonnière Gisela May ab.

### Theater
Cukrowski stand ab Ende der 1980er bis Anfang der 2000er Jahre neben ihrer Arbeit in Film und Fernsehen regelmäßig auf der Theaterbühne. Erste Rollen spielte sie an der Studiobühne der FU Berlin, so in Ödön von Horváths Volksstück Italienische Nacht. Mehrfach arbeitete sie mit dem Schweizer Theaterregisseur Stefan Bachmann zusammen. In dem von ihm mitgegründeten Theater Affekt spielte sie in der Spielzeit 1991/92 in Bertolt Brechts Baal die Freundin des Baal-Jüngers Johannes Schmidt, Johanna und 1995 in Johann Wolfgang von Goethes Singspiel Lila die Rolle der Sophie, welche ihr den Friedrich-Luft-Preis einbrachte. In der Spielzeit 1996/97 war sie an der Volksbühne Berlin ebenfalls unter der Regie Bachmanns in Goethes Der Triumph der Empfindsamkeit zu sehen. Bei den Salzburger Festspielen 1999 spielte sie in William Shakespeares Drama Troilus und Cressida die Hauptrolle der Cressida. 1999 gehörte sie zum festen Ensemble des Theater Basel, wo sie unter anderem in der Bachmann-Inszenierung von Tankred Dorsts Merlin oder Das wüste Land und in Jacques Offenbachs Operette Biene Maja wirkte. Am Renaissance-Theater Berlin war sie ab April 2014 bis 2016 als Hannah an der Seite von Hans-Werner Meyer in Moritz Rinkes Wir lieben und wissen nichts zu sehen. In der Spielzeit 2018/19 trat sie an der Komödie am Kurfürstendamm unter der Regie von Martin Woelffer in der Bühnenfassung des Kinofilms Willkommen bei den Hartmanns auf.

### Film und Fernsehen

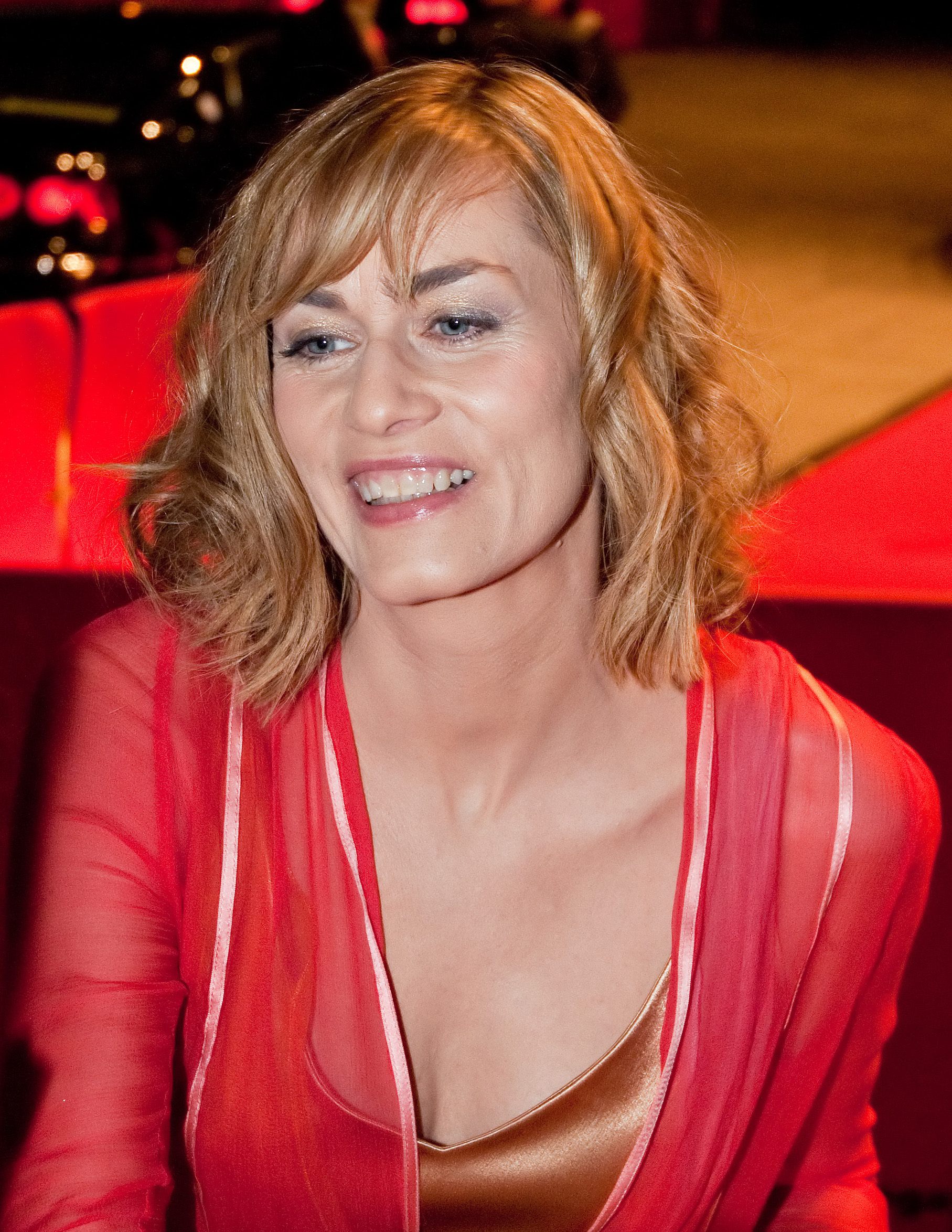
Gesine Cukrowski auf der Berlinale 2009

Ihr Fernsehdebüt gab Cukrowski 1987 in der ARD-Vorabendserie Praxis Bülowbogen als Schwester Irene, die sie bis 1995 in 45 Episoden spielte. Auf der Kinoleinwand war sie 1993 als Elke in Hellmuth Costards Science-Fiction-Film Aufstand der Dinge erstmals zu sehen. Ihren Durchbruch hatte sie als Verkäuferin Petra Rentrop an der Seite von Benno Fürmann in der RTL-Serie aus dem Ruhrpott Und tschüss!, wo sie auch in den zwei Serien-Spielfilmen Und tschüss auf Mallorca (Doppelrolle als Petra Rentrop und Bonny Bender) und Und tschüss in Amerika mitwirkte. 1996 übernahm sie in der dritten Folge Verlorenes Leben der ZDF-Krimireihe Rosa Roth eine tragende Episodenrolle als Eva Seifert an der Seite von Iris Berben und Alexander May. Im März 1998 übernahm Cukrowski in der ZDF-Krimiserie Der letzte Zeuge, in der sie von 1998 bis 2007 an der Seite von Ulrich Mühe und Jörg Gudzuhn spielte, als Gerichtsmedizinerin Dr. Judith Sommer eine der drei festen Serienhauptrollen. Nach dem Tod Mühes erklärte sie nach Gesprächen mit dem ZDF über die Süddeutsche Zeitung, dass sie „aus Respekt und Zuneigung zu ihrem verstorbenen Serienpartner Ulrich Mühe“ für weitere Folgen nicht zur Verfügung stehen werde; die Serie wurde daraufhin eingestellt. Eine weitere größere Rolle hatte sie als junge und psychisch verstörte Claire Castien in dem Pro7-Thriller Die Schläfer (1998). Der Regisseur Roman Kuhn verglich sie im Bezug auf diesen Film mit US-Amerikanerin Sharon Stone.

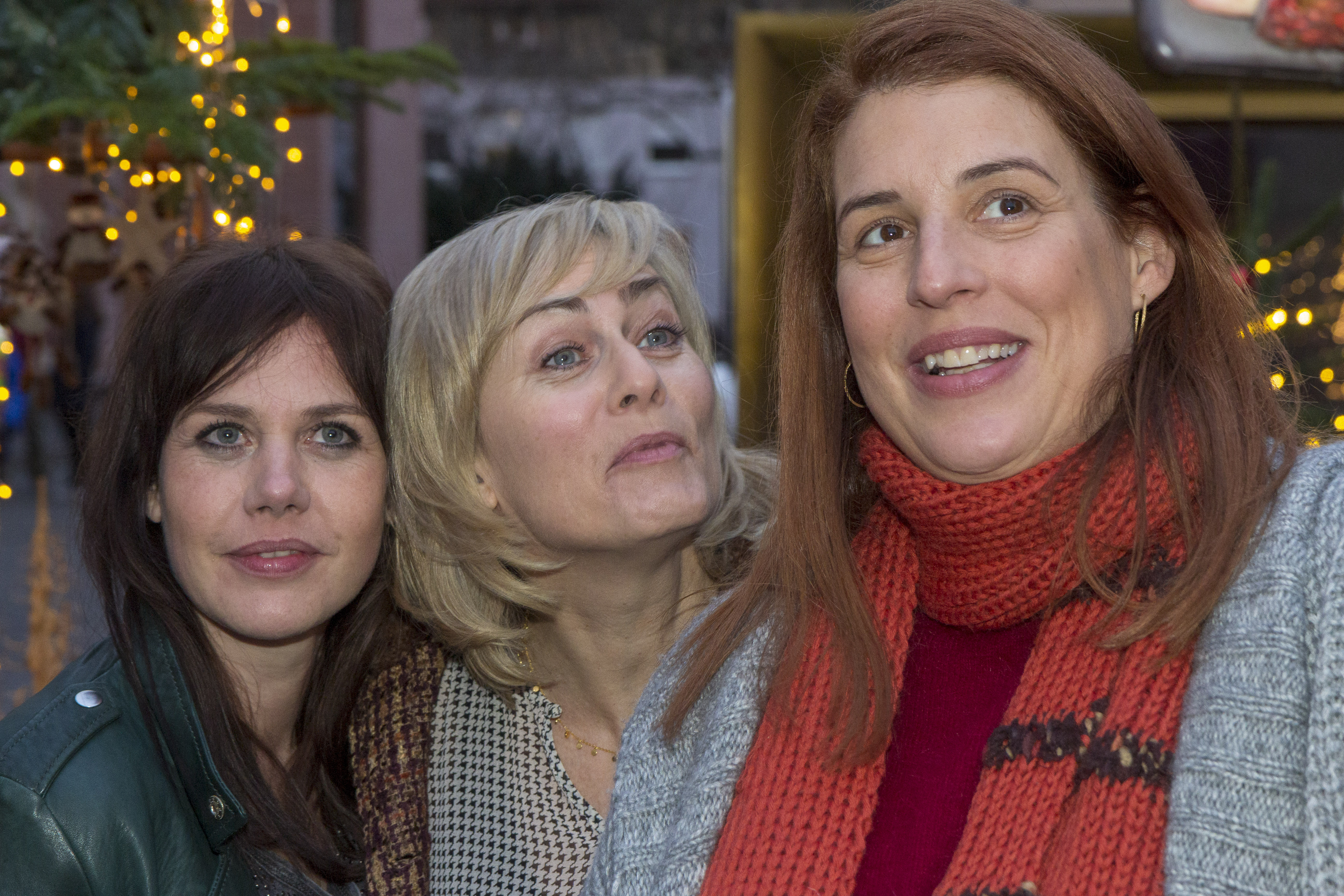
Felicitas Woll, Gesine Cukrowski und Elena Uhlig (v. l. n. r.) in Weihnachtstöchter, 2019

Seit den 2000er Jahren übernimmt Cukrowski regelmäßig Haupt- und Nebenrollen in verschiedenen Film- und Fernsehproduktionen. In dem 2002 uraufgeführten – von der Kritik verrissenen – US-amerikanischen Psycho-Thriller FearDotCom übernahm sie als Jeannine eine Nebenrolle. Die Hauptrollen waren mit der aus Ronin bekannten Natasha McElhone und dem Academy-Award-nominierten irischen Schauspieler Stephen Rea besetzt. In den Donna-Leon-Romanverfilmungen Venezianisches Finale (2003) und Acqua Alta (2004) verkörperte sie die homosexuelle Archäologin Brett Lynch. In der Dostojewski-Romanverfilmung Die Spielerin (2005) war sie neben Hannelore Elsner als Annegret Reuther zu sehen. In dem Fernsehfilm Eine Robbe zum Verlieben (2006) und seiner Fortsetzung Eine Robbe und das große Glück (2007) übernahm sie die Rolle der alleinstehenden Fischerin Anne Petersen, die gemeinsam mit ihrer Robbe William in einem Haus an der Ostsee wohnt und sich in den hannoverschen Tierarzt Thomas Krugmann (Oliver Mommsen) verliebt und schließlich heiratet. Der Regisseur Roland Suso Richter besetzte sie als Stasi-Frau Marion Niemann in seinem Fernsehfilm Das Wunder von Berlin (2008), der auf den Aufzeichnungen des ehemaligen NVA-Soldaten Tilo Koch basiert. In dem RTL-Thriller Das Papst-Attentat (2008) spielte sie die BKA-Beamtin Sara Stertz, die präventiv ein Attentat auf den Papst verhindern soll. In Ilse Hofmanns Tulpen aus Amsterdam (2010) war sie neben Chiara Schoras als ihre Schwester Lilli in der Rolle der in Amsterdam lebenden Blumengroßhändlerin Anna Lechner zu sehen. 2013 übernahm sie in Christoph Schrewes Fernsehfilm Fliegen lernen die Rolle der Apothekerin Eva Bauer, die sich nach ihrer Scheidung in einen jungen Assistenzarzt verliebt. Roland Suso Richter besetzte sie 2014 für seinen Politthriller Die Spiegel-Affäre in der Rolle der zweiten Ehefrau von Rudolf Augstein, der Journalistin Katharina Luthardt. In der ZDF-Krimiserie Letzte Spur Berlin spielte sie von 2015 bis 2022 die Ehefrau von Kriminalhauptkommissar Oliver Radek (Hans-Werner Meyer).
Im September 2020 veröffentlichten Kinofilm Freaks – Du bist eine von uns, eine Koproduktion von ZDF und Netflix, spielte Cukrowski die Mutter der von Cornelia Gröschel dargestellten Schnellrestaurantbeschäftigten Wendy. In dem, im Dezember 2020, erstausgestrahlten Fernsehfilm Weihnachtstöchter war sie neben Elena Uhlig und Felicitas Woll eine von drei zerstrittenen Halbschwestern, die in der Adventszeit um das Erbe ihres, bei einem Verkehrsunfall ums Leben gekommenen, Vaters streiten. 2022 spielte sie an der Seite von Dieter Hallervorden die besserwisserische Nachbarin Nina in der ARD-Komödie Oskar, das Schlitzohr und Fanny Supergirl und übernahm im ZDF-Fernsehfilm So laut du kannst die Rolle der Hostess-Agenturchefin Ines Bezold. Seit Februar 2023 verkörpert sie die Hauptrolle der Schweriner Hotelchefin Eva de Vries in der ZDF-Vorabendserie Hotel Mondial.

### Lesungen
Neben ihrer Tätigkeit als Theater- und Filmschauspielerin gestaltet Cukrowski Programme an deutschen Theaterbühnen, in denen sie regelmäßig Lesungen hält. Gemeinsam mit Ann-Kathrin Kramer und Angela Winkler Drei Frauen aus Deutschland präsentierte sie zwischen 2016 und 2021 die Geschichte der Kabarettistin Erika Mann am Renaissance Theater Berlin. Im November 2021 führte sie durch den literarisch-musikalischen Abend Erlaubst du wohl, dir ein Geschichtchen zu erzählen? über das Thema „1700 Jahre jüdisches Leben in Deutschland“ in der Komödie am Kurfürstendamm im Schillertheater. Am Theater im Park in Bad Oeynhausen las sie 2021 die Weihnachtsgeschichte Ach, du heilige Nacht (mit dem Musiker Roman Ott) und 2022 über das Leben und die Werke von Astrid Lindgren. 2023 erfolgte mit EXILE – Liebe in Zeiten des Faschismus eine szenische Lesung mit Manuel Mairhofer und Anne-Marie Lux beim Österreichischen Kulturforum.

### Engagement
Cukrowski unterstützt insbesondere mit dem Hamburger Verein Sternipark e. V. hilfsbedürftige Menschen. Der Verein kümmert sich unter anderem um werdende Mütter, die ihr Baby anonym zur Welt bringen möchten. Seit 2010 ist sie Vorsitzende der in Hamburg ansässigen Stiftung Findel-Baby Mütter in Not. Im Jahr 2012 bekam sie den Hans-Rosenthal-Ehrenpreis für soziales und humanitäres Engagement verliehen. Daneben engagiert sie sich für die Welthungerhilfe und besuchte im Juli 2015 Projekte der Hilfsorganisation in Uganda. Im November 2016 wurde sie in das Kuratorium der Welthungerhilfe gewählt. Mit ihrer Teilnahme an der Initiative Let’s change the picture kämpft sie gegen Klischees und Diskriminierung von Frauen über 50 im Film.

## Privates
Gesine Cukrowski lebt mit ihrer 2001 geborenen Tochter und ihrem Lebensgefährten, dem Drehbuchautor Michael Helfrich, in Berlin-Schöneberg. Nach dem Tod der Schauspielerin Susanne Lothar im Juli 2012 übernahmen Cukrowski und Helfrich die Vormundschaft für eines der Kinder aus der Ehe Lothars und des 2007 verstorbenen Ulrich Mühe, mit dem Cukrowski von 1998 bis 2007 in der Krimiserie Der letzte Zeuge zusammengearbeitet hatte.

## Filmografie

### Kino
- 1999: Die Schläfer
- 2001: Kilimanjaro: How to Spell Love
- 2002: FearDotCom
- 2009: Zwischen heute und morgen
- 2010: Nemesis
- 2020: Freaks – Du bist eine von uns

### Fernsehen

#### Fernsehfilme
- 1993: Aufstand der Dinge
- 1996: Und tschüss auf Mallorca
- 1996: Und tschüss in Amerika
- 1996: Mein Papa ist kein Mörder
- 1996: Blutige Rache
- 1996: 60 Minuten Todesangst
- 2000: www.maedchenkiller.de – Todesfalle Internet
- 2001: Bel Ami – Liebling der Frauen
- 2002: Einspruch für die Liebe
- 2003: Wunschkinder und andere Zufälle
- 2004: Judith Kemp
- 2004: Der Bestseller – Wiener Blut
- 2004: Mit deinen Augen
- 2005: Die Spielerin
- 2006: Lieben und Töten
- 2006: Eine Robbe zum Verlieben
- 2006: Krieg der Frauen
- 2006: Die Hochzeit meiner Töchter
- 2006: Rettet die Weihnachtsgans
- 2006: Am Ende des Schweigens
- 2007: Annas Albtraum kurz nach 6
- 2007: Eine Robbe und das große Glück
- 2008: Mamas Flitterwochen
- 2008: Das Wunder von Berlin
- 2008: Das Papst-Attentat
- 2009: Licht über dem Wasser
- 2009: Faktor 8 – Der Tag ist gekommen
- 2009: Die Bremer Stadtmusikanten
- 2010: Tulpen aus Amsterdam
- 2010: Morgen musst Du sterben
- 2010: Racheengel – Ein eiskalter Plan
- 2011: Weihnachten … ohne mich, mein Schatz!
- 2011: Familie für Fortgeschrittene
- 2013: Fliegen lernen
- 2013: Grenzgang
- 2014: Die Spiegel-Affäre
- 2014: Gegen den Sturm!
- 2018: Doppelzimmer für drei
- 2018: Der Richter
- 2020: Weihnachtstöchter
- 2022: Oskar, das Schlitzohr und Fanny Supergirl
- 2022: So laut du kannst
- 2023: Mordach – Tod in den Bergen

#### Fernsehserien und -reihen
- 1989–1995: Praxis Bülowbogen (45 Folgen)
- 1995: Und tschüss! (13 Folgen)
- 1996: Rosa Roth – Verlorenes Leben
- 1996: Schwurgericht (Folge Ein Kind war Zeuge)
- 1998: Tatort: Engelchen flieg
- 1998: SOKO 5113 (Folge Der Überläufer)
- 1998–2007: Der letzte Zeuge (71 Folgen)
- 2000: T.E.A.M. Berlin (Folge Der Verrat)
- 2001: Die Kommissarin (Folge Abschiedskonzert)
- 2001: Der Bulle von Tölz: Tödliches Dreieck
- 2003: Edel & Starck (Folge Seitensprung am Weidezaun)
- 2003: Hallo Robbie! (Folge Gefahr für Robbie)
- 2003: Die Rettungsflieger (Folge Schmerzhafte Erfahrung)
- 2003: Donna Leon – Venezianisches Finale
- 2004: Donna Leon – Acqua Alta
- 2004: Ein Fall für zwei (Folge Nebengeschäfte)
- 2005: Wolffs Revier (Folge Spätfolge)
- 2006: Balko (Folge Der Racheengel)
- 2006: Das Duo: Man lebt nur zweimal
- 2007: Alarm für Cobra 11 – Die Autobahnpolizei (Folge Entführt)
- 2007: Der Kriminalist (Folge Dunkles Geheimnis)
- 2008: Tatort: Blinder Glaube
- 2008: Ein Fall für zwei (Folge Geplatzte Träume)
- 2009: Unter anderen Umständen: Auf Liebe und Tod
- 2010: Das Duo: Mordbier
- 2011: Marie Brand und die letzte Fahrt
- 2011: Countdown – Die Jagd beginnt (Folge Der Bruch)
- 2011: SOKO Leipzig (Folge Letzter Abend DDR)
- 2011: Flemming (Folge Sexsüchtig)
- 2011: Ein starkes Team: Am Abgrund
- 2012: Der Staatsanwalt (Folge Tödlicher Pakt)
- 2012: Emilie Richards – Spuren der Vergangenheit
- 2012: Dora Heldt: Bei Hitze ist es wenigstens nicht kalt
- 2012: Notruf Hafenkante (Folge Der Prozess)
- 2013: SOKO Wismar (Folge Kollmar kommt)
- 2013: Ein Sommer in … – Ein Sommer in Portugal
- 2013: SOKO Köln (Folge Der stille Mord)
- 2013: Herzensbrecher – Vater von vier Söhnen (Folge Kirchenasyl)
- 2013: SOKO München (Folge Es bleibt in der Familie)
- 2014: Katie Fforde – Geschenkte Jahre (Fernsehreihe)
- 2014: Das Traumschiff – Mauritius (Fernsehreihe)
- 2015: Der Bergdoktor (Fernsehreihe, drei Folgen)
  - 2015: Zwei Mütter
  - 2015: In der Fremde
  - 2015: Die Lebenden und die Toten
- 2015–2022: Letzte Spur Berlin (13 Folgen)
- 2015: Ein starkes Team: Tödliches Vermächtnis
- 2016: Akte Ex (Folge Die Lüge)
- 2016: Inga Lindström – Familienbande
- 2016: Wilsberg: Mord und Beton
- 2017: Der Alte (Folge Therapie für Tote)
- 2017: Alarm für Cobra 11 – Die Autobahnpolizei (Folge Die verlorenen Kinder)
- 2018: Katie Fforde – Mama allein zu Haus
- 2018: Team Alpin – Stromabwärts
- 2019: Der Staatsanwalt (Folge Rätselhafter Überfall)
- 2019: Tierärztin Dr. Mertens (Folgen Neue Ufer und Carpe Diem)
- 2021: Ein starkes Team: Man lebt nur zweimal
- 2021: Notruf Hafenkante (Folge Am Ende ein Anfang)
- 2021: Ein Tisch in der Provence – Zwei Ärzte im Aufbruch
- 2021: Ein Tisch in der Provence – Unverhoffte Töchter
- 2022: Lena Lorenz – Mutterliebe
- 2023: Das Traumschiff – Walvis Bay (Fernsehreihe)
- 2023: Hotel Mondial (2 Staffeln)
- 2023: Bettys Diagnose (Folge Beziehungsprobleme)
- 2024: Kroymann (Satiresendung, Ist die noch gut?)
- 2024: Blutige Anfänger (Folge Schiffbruch)
- 2024: In aller Freundschaft (Folge Liebe lässt sich nicht versichern)

## Theater (Auswahl)
- 1989: Studiobühne der FU Berlin:
  - Italienische Nacht von Ödön von Horváth; Regie: Bernd Mottl, Marcely Pomplun
- 1990: Studiobühne der FU Berlin:
  - Überlebensgroß Herr Krott von Martin Walser; Regie: Bernd Mottl; Rolle: Running Gag
- 1991: Theater Affekt:
  - Baal von Bertolt Brecht; Regie: Stefan Bachmann; Hauptrollen: Johanna, Maja
- 1993/1994: Fliegendes Theater Berlin:
  - Das Liebeskonzil von Oskar Panizza, Regie: Thomas Reisinger; Hauptrolle: Maria
- 1995: Theater Affekt:
  - Lila von J. W. Goethe; Regie: Stefan Bachmann; Hauptrolle: Sophie
- 1996/1997: Theater Landesbühne Hannover:
  - Figaros Hochzeit von Beaumarchais; Regie: Kath. Fleckenstein; Hauptrolle: Susanna
  - Der nackte Wahnsinn von Michael Frayn; Regie: Wolfgang Brehm; Hauptrolle: Poppy
- 1996/1997: Volksbühne Berlin:
  - Der Triumph der Empfindsamkeit von J. W. Goethe; Regie: Stefan Bachmann; Hauptrolle: Mela
- 1998: Theater Affekt in den Sophiensaelen Berlin:
  - 50er Jahre Musikprogramm mit Gesine Cukrowski und Ursula Ofner; Regie: Cuco Wallraff
- 1999–2003: Theater Basel:
  - Merlin oder Das wüste Land von Tankred Dorst, Regie: Stefan Bachmann, Rollen: Elaine, Blanchefleur
  - Biene Maja, Operette von Jacques Offenbach, Regie: Peter Lund, Rollen: Schnuck, Libelle und diverse andere Insekten
  - Snap Shots, Textfassung von M. Günther und S. Pucher; Regie: Stefan Pucher
- Salzburger Festspiele & Theater Basel:
  - Troilus und Cressida von William Shakespeare; Regie: Stefan Bachmann, Hauptrolle: Cressida
- 2012: Schlosspark Theater Berlin
  - Venedig im Schnee von Gilles Dyrek – Deutsch von Anette und Paul Bäcker, Regie: Roland Lang
- 2014–2016: Renaissance-Theater Berlin
  - Wir lieben und wissen nichts von Moritz Rinke, Regie: Torsten Fischer
- 2018–2019: Komödie am Kurfürstendamm
  - Willkommen bei den Hartmanns von Angelika Hager, Regie: Martin Woelffer
- 2024: Ernst-Deutsch-Theater Hamburg
  - Die Ärztin von Robert Icke, Regie: Hartmut Uhlemann[28]

## Hörbücher
- 2006: Der vierzehnte Stein. von Fred Vargas, fünf CDs, Regie: Joachim Kerzel.
- 2007: Hals über Kopf. von Kathy Reichs, Random House Audio Köln, ISBN 978-3-86604-447-0, sechs CDs, Regie: Wolf-D. Fruck.

## Hörspiele
- 2011: Evelyne de la Chenelière: Die Füße der Engel – Regie: Ulrike Brinkmann (Hörspiel – SR/DKultur)
- 2013: Patricia Görg: Die Unkontaktierten – Regie: Hans Gerd Krogmann (Hörspiel – DKultur)

## Auszeichnungen
- 1995: Friedrich-Luft-Preis für Lila unter der Regie von Stefan Bachmann am Theater Affekt
- 2012: Hans-Rosenthal-Ehrenpreis für soziales und humanitäres Engagement
- 2019: Askania Award (Askania Award – Beste Schauspielerin)
- 2023: Deutscher Schauspielpreis Ehrenpreis Inspiration zusammen mit Silke Burmester für ihre Kampagne Kampagne Let’s Change The Picture[29]
- 2025: Bundesverdienstkreuz am Bande für ihr vielfältiges und langfristiges frauen- und gleichstellungspolitisches Engagement[30]

## Publikationen
- Sorry Tarzan, ich rette mich selbst! Raus aus der Klischeefalle. Herder, Freiburg 2025, ISBN 978-3-451-60550-5.